# SALEM
„Салем“ (на английски: Salem) е американска група за електронна музика от Мичиган. Основана е от Хедър Марлат, Джак Донохю и Джон Холанд.
„Салем“ се счита за един от пионерите на жанра уич хаус.

## История
„Салем“ стартира като самостоятелен проект на Джон Холанд през 2006 г. Групата издава своя дебютен студиен албум King Night през 2010 г. Включен е в списъците в края на годината на AllMusic, DIY, NME, The Quietus и Stereogum.
Вторият им албум Fires in Heaven, който излиза десет години след дебюта им, е от 30 октомври 2020 г. Заедно с предварителната поръчка на 16 октомври е пуснат нов сингъл, озаглавен Red River.

## Дискография

### Студийни албуми
- King Night (2010)
- Fires in Heaven (2020)

### Сингли
- OhK (2009)
- Asia (2010)
- I'm Still in the Night EP (2011)
- Starfall (2020)
- Red River (2020)